# Money for Mercy
Money for Mercy (Alternativtitel: Bad Boy – Ein Weiberheld muss büßen; Originaltitel: Dawg) ist eine US-amerikanische Filmkomödie aus dem Jahr 2002. Regie führte Victoria Hochberg, das Drehbuch schrieb Ken Hastings.

## Handlung
Der Finanzberater Douglas „Dawg“ Munford hat Affären mit zahlreichen Frauen. Sie beanspruchen ihn derart stark, dass er sich zur Bestattungsfeier seiner verstorbenen Großmutter verspätet. Munford erfährt, dass er eine Million US-Dollar erben soll – unter der Bedingung, dass er seine Ex-Geliebten um Verzeihung bittet und diese erhält. Die Anwältin Anna Lockheart soll die Unterredungen beaufsichtigen.
Munford und Lockheart wählen zwölf Frauen, die sie besuchen. Einige der früheren Geliebten Munfords stellen Bedingungen wie jene, dass Munford sich tätowieren lassen soll. Eine der Frauen schläft mit ihm erneut, eine andere wurde dick und hatte nie wieder eine Beziehung. Der Finanzexperte erfährt, dass er eine Tochter hat, Lindsay Anne Wickman, derer Mutter gestorben ist. Schließlich erfüllt er die Testamentbedingung; Lockheart sichert ihm das Erbe zu.
In der Kanzlei Lockhearts erfährt Munford, dass kein Erbe existiert. Die Anwältin gehört zu seinen ehemaligen Eroberungen; sie wurde während des Studiums von ihm gedemütigt und wollte sich rächen. Munford sagt ihr, dass er ihr verzeihe.
Sechs Monate später trifft Lockheart Munford, der mit seiner Tochter einen Vergnügungspark besucht. Sie wechseln friedlich einige Worte.

## Kritiken
Das Lexikon des internationalen Films schrieb, der Film sei „zwischen romantischer Komödie und Slapstick angelegt“. Das Kinodebüt der Regisseurin gelinge nicht vollständig, biete „jedoch einen durchaus amüsanten Geschlechterkampf“.
Die Zeitschrift Tele.at bezeichnete den Film als eine „herrlich unverblümte und romantische Geschlechterkampf-Komödie“, die „fröhlichen Schlagabtausch mit ernsten Tönen“ biete.

## Auszeichnungen
Steffani Brass wurde im Jahr 2002 für den Young Artist Award nominiert.

## Hintergründe
Der Film wurde in Los Angeles gedreht.